# Al-Uklidisi
Abu'l Hasan Ahmad ibn Ibrahim al-Uklidisi, arabski matematik, * okoli 920, verjetno Damask, Sirija, † okoli 990, verjetno Damask. 
Al-Uklidisi je priredil indijske osnovne postopke računanja v njihovem številskem sestavu z 0 za računanje na papirju, kar je pripomoglo k uveljavitvi indijskega načina računanja. Pri njem in pri al-Bagdadiju najdemo kot enostavne pripomočke pri računanju tudi indijske desetiške ulomke. Okoli leta 952 je napisal najzgodnejšo ohranjeno knjigo o uporabi mestnih vrednosti indijsko-arabskih številk. Znan je tudi po načinu izpeljav računanja brez izničevanja izrazov.